# Štitasta kičica
Štitasta kičica  (gorko zelje, grozničava trava, gorka trava, lat.Centaurium erythraea) je jedno ili dvogodišnja biljka iz porodice Gentianaceae. Udomaćena je u Europi, sjevernoj Africi i dijelovima zapadne Azije, a raste po brdskim i planinskim livadama i voli vapnenasto, ilovasto i toplo tlo, a naraste do 50 cm visine. Cvate ružičastim, sitnim cvjetovima, od lipnja do kolovoza ili rujna. 
Cijenjena je ljekovita biljka, većinom za probleme jetre i želuca. Čaj od same kičice djeluje na mršavljenje debljih oosoba.

## Sastojci
Sadrži alkaloid gencijanin, eritaurin, eritramin, fitosterin, gentianidin, gentioflavin, amarogentin, svertimarin, eterično ulje, stearin, vosak, guma, šećer, željezo, natrij, flavonoide, organske kiseline i sluzi. 
Najvažniji ljekoviti sastojak je gorki glikozid eritrocentaurin, od kojih se rade gorke kapi.

## Sinonimi
- Centaurella dichotoma Delarbre
- Centaurium capitatum (Willd. ex Roem. & Schult.) Borbás
- Centaurium centaurium (L.) W.Wight ex Piper [nevažeći]
- Centaurium corymbosum (Dulac) Druce
- Centaurium erythraea subsp. austriacum (Ronniger ex Fritsch) Kouharov & Petrova
- Centaurium erythraea subsp. austriacum Ronniger
- Centaurium erythraea var. capitatum (Willd. ex Roem. & Schult.) Melderis
- Centaurium erythraea var. fasciculare (Duby) Ubsdell
- Centaurium erythraea var. laxum (Boiss.) Mouterde ex Charpin & Greuter
- Centaurium erythraea var. masclansii O.Bolòs & Vigo
- Centaurium erythraea var. subcapitatum (Corb.) Ubsdell
- Centaurium erythraea var. sublitorale (Wheldon & Salmon) Ubsdell
- Centaurium latifolium (Sm.) Druce
- Centaurium lomae (Gilg) Druce
- Centaurium minus Garsault [nevažeći]
- Centaurium minus Moench
- Centaurium minus var. austriacum (Ronniger ex Fritsch) Soó
- Centaurium minus subsp. austriacum (Ronniger) O. Schwarz
- Centaurium minus var. transiens (Wittr.) Soó
- Centaurium umbellatum Gilib. [nevažeći]
- Centaurium umbellatum f. album Sigunov
- Centaurium umbellatum subsp. austriacum Ronniger ex Fritsch
- Centaurium umbellatum subsp. austriacum Ronniger
- Chironia centaurium (L.) F.W.Schmidt
- Chironia centaurium var. fascicularis Duby 3
- Erythraea capitata Willd. ex Roem. & Schult.
- Erythraea centaurium (L.) Pers.
- Erythraea centaurium (L.) Borkh.
- Erythraea centaurium var. acutiflora Boiss.
- Erythraea centaurium var. grandiflora Griseb.
- Erythraea centaurium f. itatiaiaensis Dusén
- Erythraea centaurium var. laxa Boiss.
- Erythraea centaurium var. subcapitata Corb.
- Erythraea centaurium var. sublitoralis Wheldon & Salmon
- Erythraea centaurium var. transiens Wittr.
- Erythraea corymbosa Dulac
- Erythraea germanica Hoffmanns. & Link
- Erythraea latifolia Sm.
- Erythraea lomae Gilg
- Erythraea rhodensis Boiss. & Reut.
- Erythraea shuttleworthiana Rouy
- Erythraea vulgaris Gray
- Gentiana centaurium L.
- Gentiana gerardii F.W.Schmidt
- Gentiana palustris Lam.
- Gonipia linearis Raf. [nelegitiman naziv]

## Vanjske poveznice
- Kičica - Centaurium erythraea  Arhivirana inačica izvorne stranice od 6. siječnja 2015. (Wayback Machine)